# Sohane Benziane

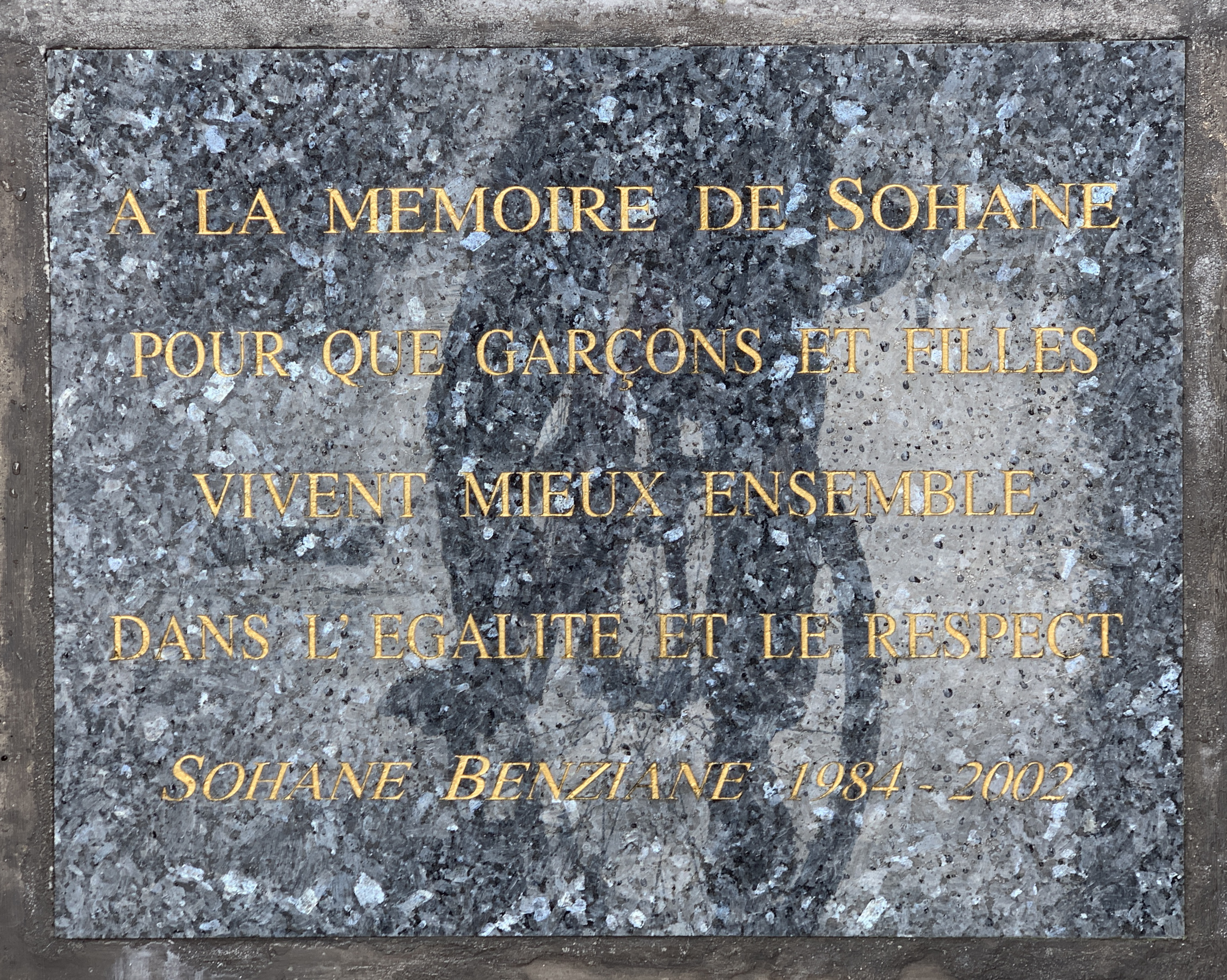
Gedenkstätte für Sohane Benziane

Sohane Benziane (* 1984; † 4. Oktober 2002 in Vitry-sur-Seine) war eine junge Französin algerischer Abstammung. Sie wurde im Alter von 17 Jahren ermordet.
Am 4. Oktober 2002 wurde Sohane, Tochter kabylischer Einwanderer, im Pariser Vorort Vitry-sur-Seine in einem Kellerabteil, in Anwesenheit ihrer Freunde von ihrem ehemaligen Freund (dem Anführer einer örtlichen Jugendgang) lebendig verbrannt.
Der Täter namens Nono übergoss Sohane mit am Tag zuvor gekauftem Benzin und zündete sie mit einem Feuerzeug an. 
Sohane gelang es noch brennend davonzulaufen; eine Schulklasse, die gerade den Unterricht verlassen hatte, wurde so Zeuge ihres Todeskampfes. 
Das Verbrechen fand großes Echo in der entsetzten französischen Öffentlichkeit, den Medien und der Politik. Der Mord war auch Anlass für die Gründung der mittlerweile weltweit bekannten Frauenrechtsorganisation Ni Putes Ni Soumises (Keine Huren, keine Untergebenen).
Eine ihr gewidmete Gedenkplakette wurde kurz nach dem Anbringen beschädigt. Heute erinnert eine Gedenkstätte, die am 4. Oktober 2005 feierlich in Anwesenheit ihrer Schwester Kahina Benziane eingeweiht wurde, an den Mord.
Am 8. April 2006 wurden die Täter Jamal Derrar (22) zu 25 Jahren und Tony Rocca (23) zu acht Jahren verurteilt.